# Triteleia crocea
Triteleia crocea är en sparrisväxtart som först beskrevs av Alphonso Wood, och fick sitt nu gällande namn av Edward Lee Greene. Triteleia crocea ingår i släktet Triteleia och familjen sparrisväxter. Inga underarter finns listade i Catalogue of Life.

## Bildgalleri

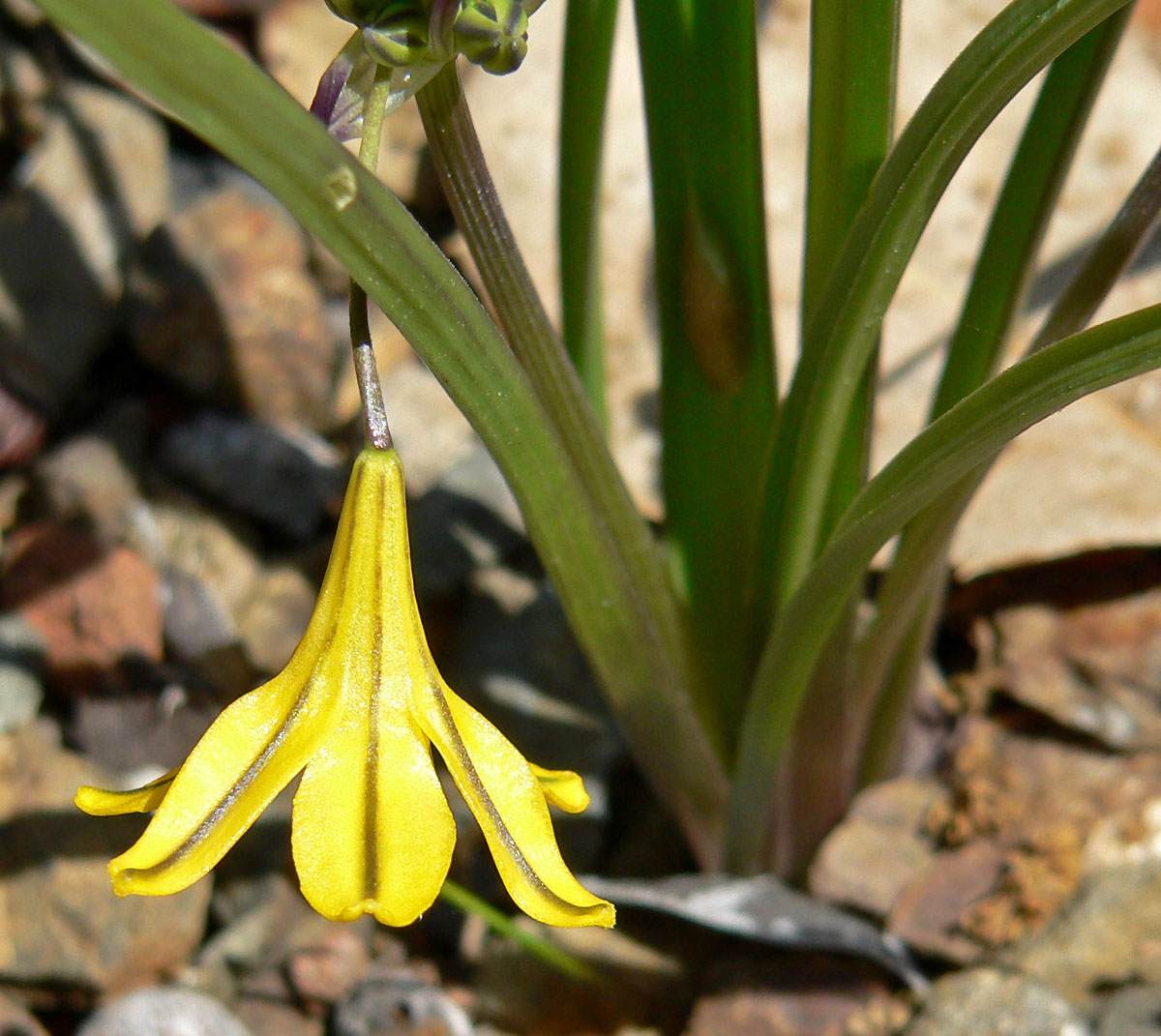
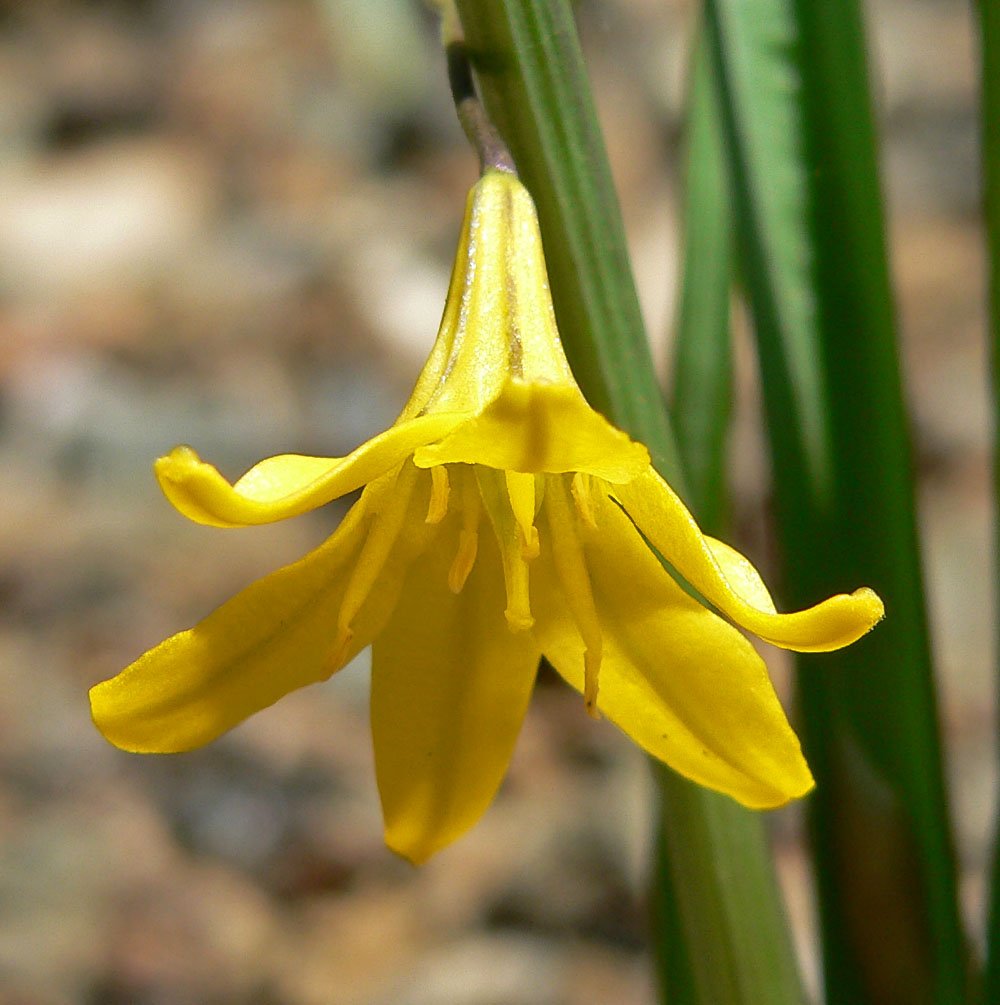